# Гора Аналог
«Гора Аналог: Роман об альпинистских приключениях, неевклидовых и символически достоверных» (фр. Le Mont Analogue. Roman d'aventures alpines, non euclidiennes et symboliquement authentiques) — книга Рене Домаля. Философский роман, в обличье занимательной истории о восхождении на чудесную гору изображающий посвящение, восхождение человека к совершенству, к божественному.

## История книги
Рене Домаль начал писать роман в 1939 году, вскоре после того как узнал, что неизлечимо болен туберкулёзом. Три главы были закончены к июню 1940 года, когда из-за войны и нацистской оккупации Домалю пришлось покинуть Париж: его жена Вера Миланова была еврейкой. Летом 1943 года он смог вернуться к работе над романом, но завершить книгу не успел; Домаль умер 21 мая 1944 года, оборвав пятую главу на запятой. Всего книга должна была включать семь глав.
Роман был опубликован посмертно в 1952 году издательством «Галлимар».

## Сюжет
Несколько человек, увлечённых альпинизмом, приходят к мысли, что непременно должна существовать некая Гора Аналог:

Её единственная вершина касается мира вечности, а основание многочисленными отрогами лежит в мире смертных. Гора — это тот путь, на котором человек может возвыситься до божественного, а божественное в свою очередь может открыться человеку… Чтобы гора могла играть роль Горы Аналог, надо, чтобы вершина её была недоступна, а основание — доступно человеческим существам, таким, какими их создала природа. Она должна быть уникальна и должна где-то находиться в географическом смысле. Дверь в невидимое должна быть видимой.
Они проводят точные выкладки, определяют местонахождение этой гигантской, много выше Эвереста, но невидимой и недоступной из-за искривления пространства Горы, — и на яхте «Невозможная» отправляются в экспедицию. Им удаётся достичь Горы и проникнуть к её основанию. Там они знакомятся с местными обитателями и укладом жизни, во всём подчинённым одной цели — восхождению, и после тщательных сборов начинают подъём.
Домаль умер, не успев дописать 5-ю главу романа. Сохранились лишь некоторые его планы и наброски дальнейшего развития сюжета. В 6-й главе был бы описан другой поход к Горе Аналог, который самостоятельно организовали несколько человек, не пожелавшие присоединиться к основной экспедиции: вместо этого они отправились в путь с оружием, ради наживы. Этот поход закончился катастрофой. Заключительная 7-я глава должна была называться: «Ну а вы? Что вы ищете?»

В конце я хочу порассуждать об одном из основных законов Горы Аналог. Чтобы достичь вершины, ты должен совершать переходы от стоянки к стоянке. Но прежде чем отправиться к новому привалу, ты всякий раз, уходя, должен приуготовить тех, кто придет занять это место следом за тобой. И лишь приуготовив их, ты можешь подниматься выше. Вот почему, прежде чем отправиться к следующему привалу, мы должны были вернуться вниз, чтобы передать то, что мы узнали, другим искателям…